# Felix Kammerer
Felix Kammerer (Vienna, 19 settembre 1995) è un attore austriaco. È noto soprattutto per essere stato il protagonista della pellicola Niente di nuovo sul fronte occidentale.

## Biografia
Nel 2015 ha iniziato a studiare alla Hochschule für Schauspielkunst Ernst Busch Berlin, diplomandosi nel 2019. Durante il periodo in cui ha studiato recitazione, ha recitato al Berliner Arbeiter-Theater e al Deutsches Theater.
Ha iniziato la sua carriera nella recitazione teatrale, recitando in svariati teatri tedeschi e austriaci tra cui al Maxim Gorki Theater di Berlino.
Per la sua interpretazione all'Akademietheater di Vienna, è stato premiato nella categoria "Best Young Male" ai Nestroy Theatre Awards nel 2022.
Nel 2022 Kammerer ha debuttato sul grande schermo interpretando Paul Bäumer, il protagonista di Niente di nuovo sul fronte occidentale. Per tale performance, nel gennaio 2023 è stato candidato nella categoria di miglior attore dalla British Academy of Film and Television Arts e alla 73ª edizione dei German Film Awards.

## Filmografia parziale

### Cinema
- Niente di nuovo sul fronte occidentale, regia di Edward Berger (2022)
- Eden, regia di Ron Howard (2024)
- Frankenstein, regia di Guillermo del Toro (2025)

### Televisione
- Dürer – film TV (2021)

## Doppiatori italiani
Nelle versioni in italiano delle opere in cui ha recitato, Felix Kammerer è stato doppiato da:
- Manuel Meli in Eden
- Stefano Broccoletti in Niente di nuovo sul fronte occidentale